# Podkamień (rejon złoczowski)
Podkamień (ukr. Підкамінь, Pidkamiń), dawn. Podkamień Cetnerowski – osiedle typu miejskiego na Ukrainie, w obwodzie lwowskim, w rejonie złoczowskim, do 1945 w Polsce, w  województwie tarnopolskim, w powiecie brodzkim, siedziba gminy Podkamień.
Podkamień leży 5 km od Załoziec, w pobliżu Poczajowa, między Brodami a Krzemieńcem.

## Historia

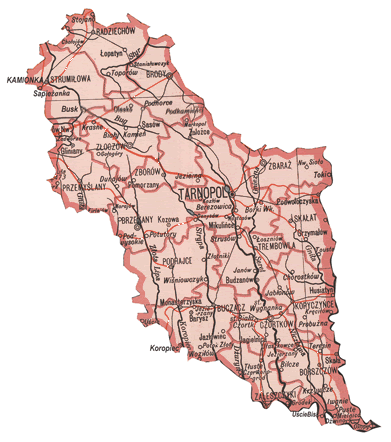
położenie na mapie województwa tarnopolskiego w roku 1939

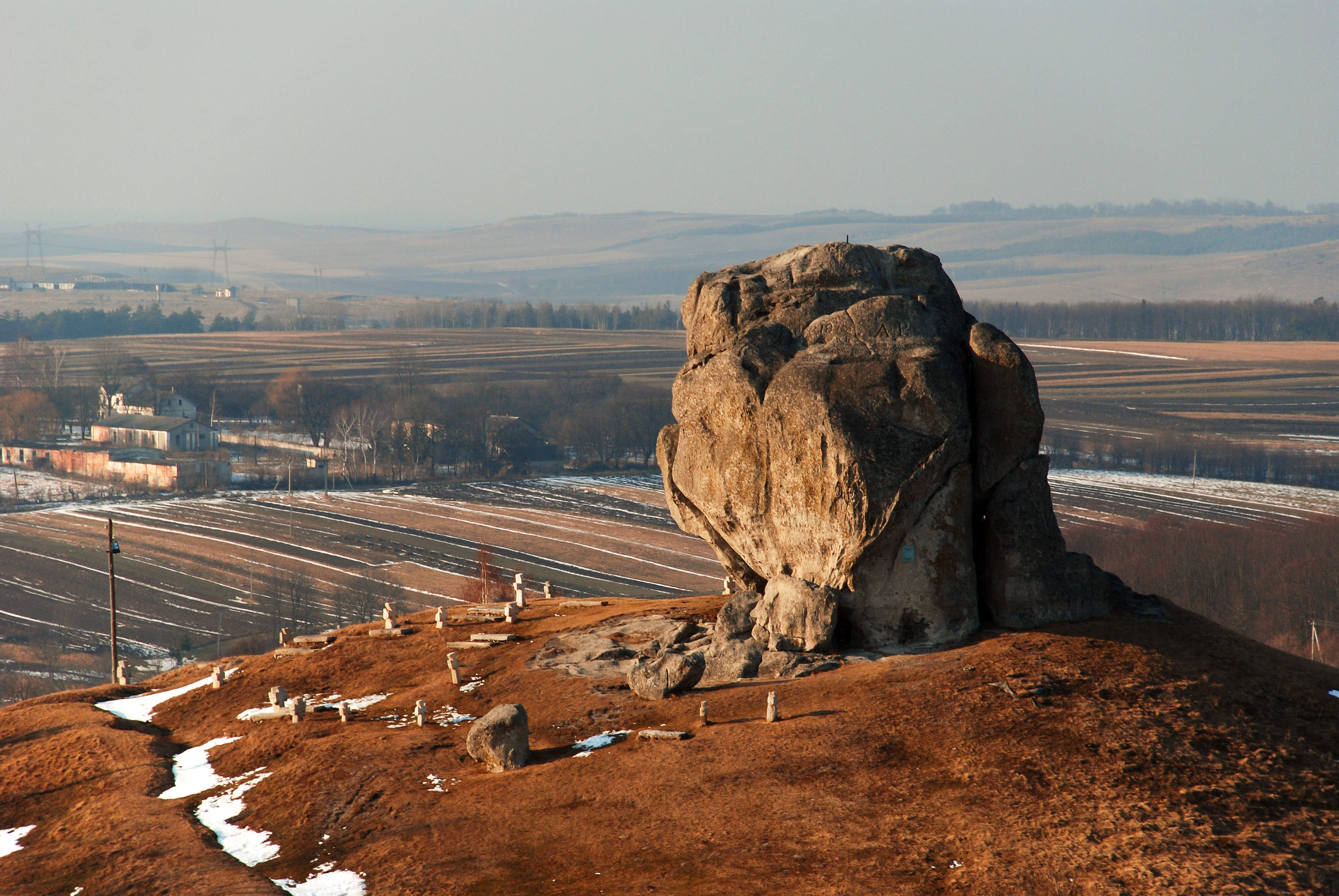
"Diabelski Kamień" w Podkamieniu; po lewej

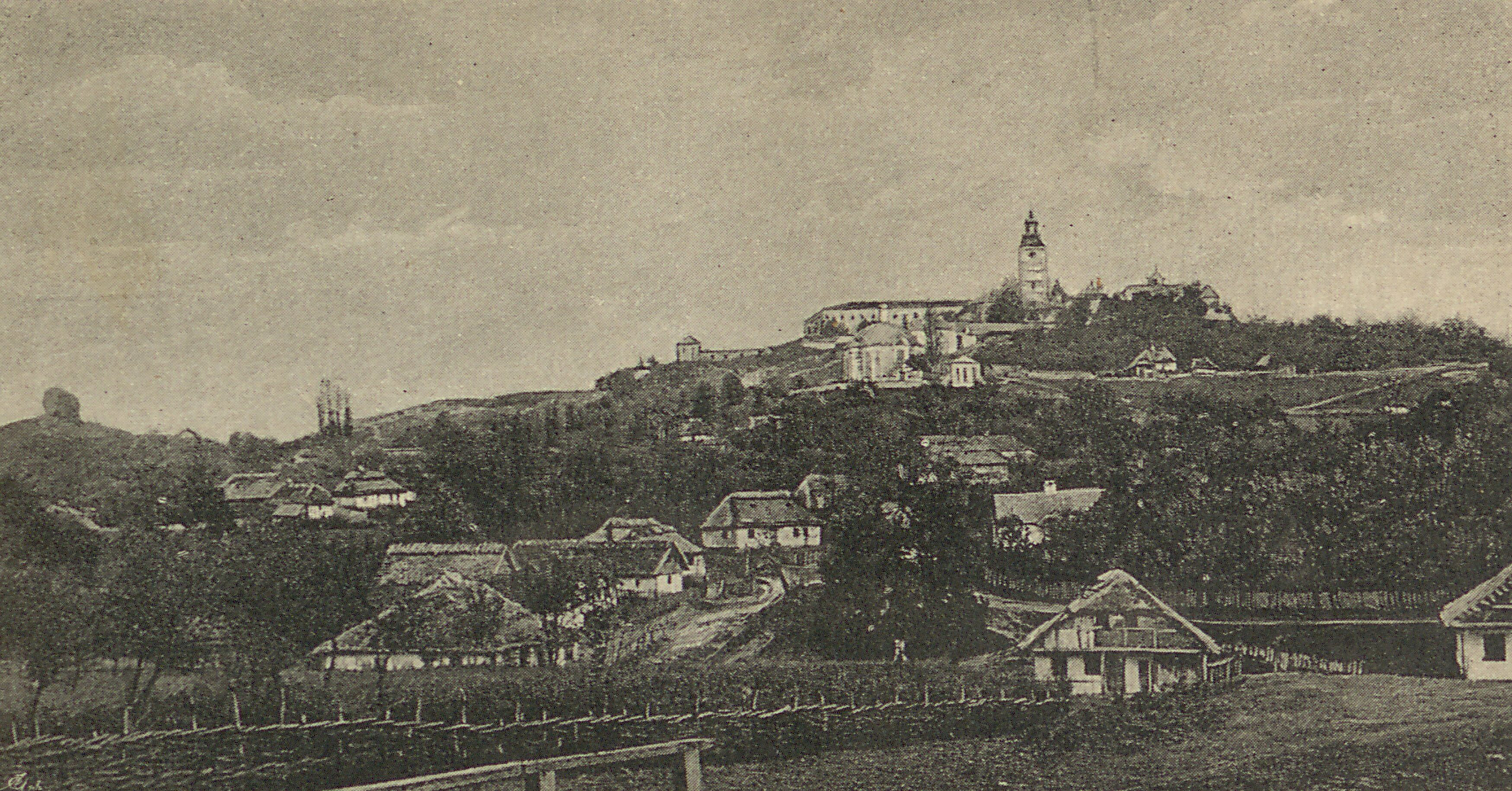
Panorama miejscowości przed 1892

Miejscowość leży u stóp Góry Różańcowej, na której szczycie znajduje się kościół i klasztor dominikanów. Na jej północnym ramieniu (390 m n.p.m.) wznosi się „Kamień” (też: „Diabelski Kamień”) – dobrze widoczny, kilkunastometrowej wysokości ostaniec erozyjny, który dał nazwę miastu.  Klasztor założył św. Jacek Odrowąż w XIII w. w ramach misji okupionej męczeńską krwią braci, którzy zginęli z rąk Tatarów, według innej wersji klasztor powstał w 1464 r., i również zniszczyli go Tatarzy. Obok ruin kościoła znajdowała się drewniana kapliczka zbudowana wokół cudownego śladu Matki Boskiej odbitego na skale, w którym zawsze utrzymywała się woda. W 1786 roku Ewaryst Andrzej, hr. Kuropatnicki tak pisał o tym w swym "Opisaniu królestw Galicyi i Lodomeryi": Tam przy kościele na skale samorodnej wydrążona stopa, w której ludzie tysiącami czerpią wodę; luboć znikąd nie ma przychodu, nigdy nie wysycha i nie ma odchodu.
Miasteczko oraz zamek na miejscu dzisiejszego klasztoru zbudowane zostały przez Piotra z Zabokruk Cebrowskiego, który później, pod wpływem legend o poprzednim przebywaniu tam dominikanów przekazał im wzgórze oraz fundusz, na który składały się dobra Popowce i Niemacz oraz pewne służebności z klucza podkamienieckiego. 15 sierpnia 1464 arcybiskup lwowski Grzegorz z Sanoka, poświęcił murowany klasztor i kościół. Po ruinie, do której doprowadził najazd księcia moskiewskiego Wasyla III do spółki z carem perekopskim Podkamień dostał się w ręce Marcina Kamienieckiego, który dominikanów usunął.
Według Katarzyny Niemczyk 4 maja 1524 roku Wincenty Cebrowski zrzekł się wsi Podkamień na rzecz Marcina Kamienieckiego, starosty podolskiego, na 18 lat. Według innych danych miejscowość dostała się w ręce Marcina Kamienieckiego w 1519. Według rękopisów zakonnych, Kamieniecki miał kazać utopić w stawie dwóch zakonników upominających się o fundusz.
Wojewoda ruski Jan Daniłowicz nabył dobra Podkamieńskie po Kamienieckich. Dopiero Baltazar Cetner ponownie sprowadził tu dominikanów i w roku 1612 gdy kapituła generalna w Rzymie potwierdziła prowincję ruską dominikanów, przyczynił się do budowy klasztoru, oddając mnichom zapis funduszu Cebrowskiego, zgubiony przez Tatarów pod Sokalem.
W kościele znajdował się łaskami słynący obraz Matki Bożej Podkamieńskiej, namalowany na wzór obrazu Matki Bożej Śnieżnej Salus Populi Romani i ...rzymskiemi koronami koronowny. Gdy w 1648 Podkamień zajęły wojska Chmielnickiego, zakonnicy wraz z obrazem schronili się w Brodach. Wobec stałego zagrożenia najazdami tatarskimi i zawieruchami historii w XVIII w. ukończono ostatecznie budowę kościoła w stylu barokowym i otoczono całość silnymi umocnieniami. Miejsce to odwiedzali królowie Polski: Michał Korybut Wiśniowiecki i Jan III Sobieski.
W miasteczku w latach 1670. istniała cerkiew Spaska.
Po rozbiorach Podkamień utracił swoją świetność. W 1892 zmarł tutaj przeor klasztoru dominikanów Sadok Barącz.
W 1920 w okolicach Podkamienia toczyły się walki polskiego 44 pułku piechoty Strzelców Kresowych  ppłk. Antoniego Szyllinga  z brygadą sowieckiej 45 Dywizji Strzelców Iony Jakira.
Od 3 lipca 1941 okupowany przez Wehrmacht. Wkrótce po wkroczeniu niemieckich wojsk doszło tutaj do pogromu, w czasie którego spalono 4 synagogi.
W czasach rzezi ludności polskiej na Wołyniu w warownych murach klasztoru schroniła się przed atakami UPA ludność polska, w tym żołnierze AK. W dniach 12-16 marca 1944 klasztor został zaatakowany, doszczętnie rozgrabiony i zniszczony przez oddział UPA. W klasztorze i poza jego obrębem zabito w tym czasie 400-600 osób, w całej okolicy blisko 2 tysiące ludzi. Obraz jednak uratowano.
W latach 1940–1941 i 1944–1959 siedziba rejonu podkamieńskiego.
Po wojnie obraz Matki Boskiej z Podkamienia drogą z Krzemieńca przez Lwów, Kraków trafił ostatecznie, w 1959 do Wrocławia (dominikański kościół pw. św. Wojciecha), nowi właściciele usunęli kamień z odciskiem stopy Matki Boskiej, a kaplicę zamieniono na cerkiew greckokatolicką. Ukraińskie władze przekazały ostatecznie klasztor greckokatolickiemu zgromadzeniu zakonnemu, studytom. W obecnej kaplicy znajduje się obraz Matki Boskiej Śnieżnej, kopia obrazu z bazyliki Santa Maria Maggiore. Niedaleko klasztoru znajduje się zabytkowy prawosławny kozacki cmentarz, odnowiony w 2008 r. przez Stowarzyszenie Magurycz.
Do 2020 w rejonie brodzkim. 

## Zabytki i atrakcje
- kościół i klasztor oo. dominikanów, zbudowany na miejscu zamku[13] Piotra z Żabokruk Cebrowskiego. Zbigniew Hornung przypisał wystrój kościoła Fabianowi Fesingerowi[14].

- Z góry klasztornej roztacza się interesująca, daleka panorama. Jak notował wspomniany Ewaryst A. Kuropatnicki ...osobliwie widać w granicach polskich klasztor poczajowski, JXX> Bazylianów, który jest mieszkaniem generała ich zakonu (...) Daje się ztąd widzieć miasto Kozin hrabiów Tarnowskich; zamek na wysokiej górze krzemienieckiej; pałac także Wiszniowieckich (...) Oraz nie już zamek, bo zdemolowany, ale górę zamkową widać nad miastem Lwowem[5].

## Pobliskie miejscowości
- Brody
- Olesko
- Podhorce
- Poczajów
- Zborów

## Urodzeni w Podkamieniu
- Margulies Berl – śpiewak ludowy, badchen, poeta

## Osoby związane z Podkamieniem
- o. Sadok Wincenty Barącz OP – dominikański historyk ormiańskiego pochodzenia, od 1855 - w klasztorze w Podkamieniu, gdzie objął funkcję przeora. Potem wielokrotnie był tam subprzeorem. Tu zmarł 2 kwietnia 1892 i został pochowany[15].
- Leopold Buczkowski, mieszkał w Podkamieniu od 1914 r.  wybitny polski pisarz, malarz, grafik. Po studiach w latach 30. powrócił do Podkamienia, gdzie prowadził warsztat rzeźbiarsko-kamieniarski ojca. Po napadzie ukraińskich nacjonalistów, wyjechał do Warszawy wraz z żoną[16].
- Paweł Giżycki – polski architekt baroku, malarz, dekorator, jezuita; dekoracja przebudowywanych wież kościoła dominikanów w Podkamieniu (1760).
- Ignacy Iwicki – profesor Akademii Połockiej, po wypędzeniu jezuitów z granic państwa rosyjskiego i zamknięciu tego uniwersytetu, był duszpasterzem w Podkamieniu (1821–1822) w Małopolsce Wschodniej.

## Literatura
- Barącz S, Dzieje klasztoru Dominikańskiego w Podkamieniu, Lwów, 1887.
- Żukiewicz Konstanty, Dzieje Cudownego Obrazu Maryi w kościele oo. Dominikanów w Podkamieniu, Kraków, 1907.
- Sęcyński M.B. Okolice Galicyi, Lwów, 1847.
- Оgarek Z, Podkamień koło Brodów. Krótki szkic historii kościoła i klasztoru dominikańskiego, Lwów, 1939.
- Podkamień. „Lwowianin Przeznaczony Krajowym i Zagranicznym Wiadomościom”. 4, s. 84–86, 1840.